# Norwegian Prima
El Norwegian Prima es un crucero de la clase Prima (Proyecto Leonardo) operado por Norwegian Cruise Line (NCL). Es el primero de los seis barcos de la clase Prima en la flota de NCL. Entró en servicio en agosto de 2022. Fue ordenado en 2017 por Fincantieri, una empresa naval italiana.

## Características

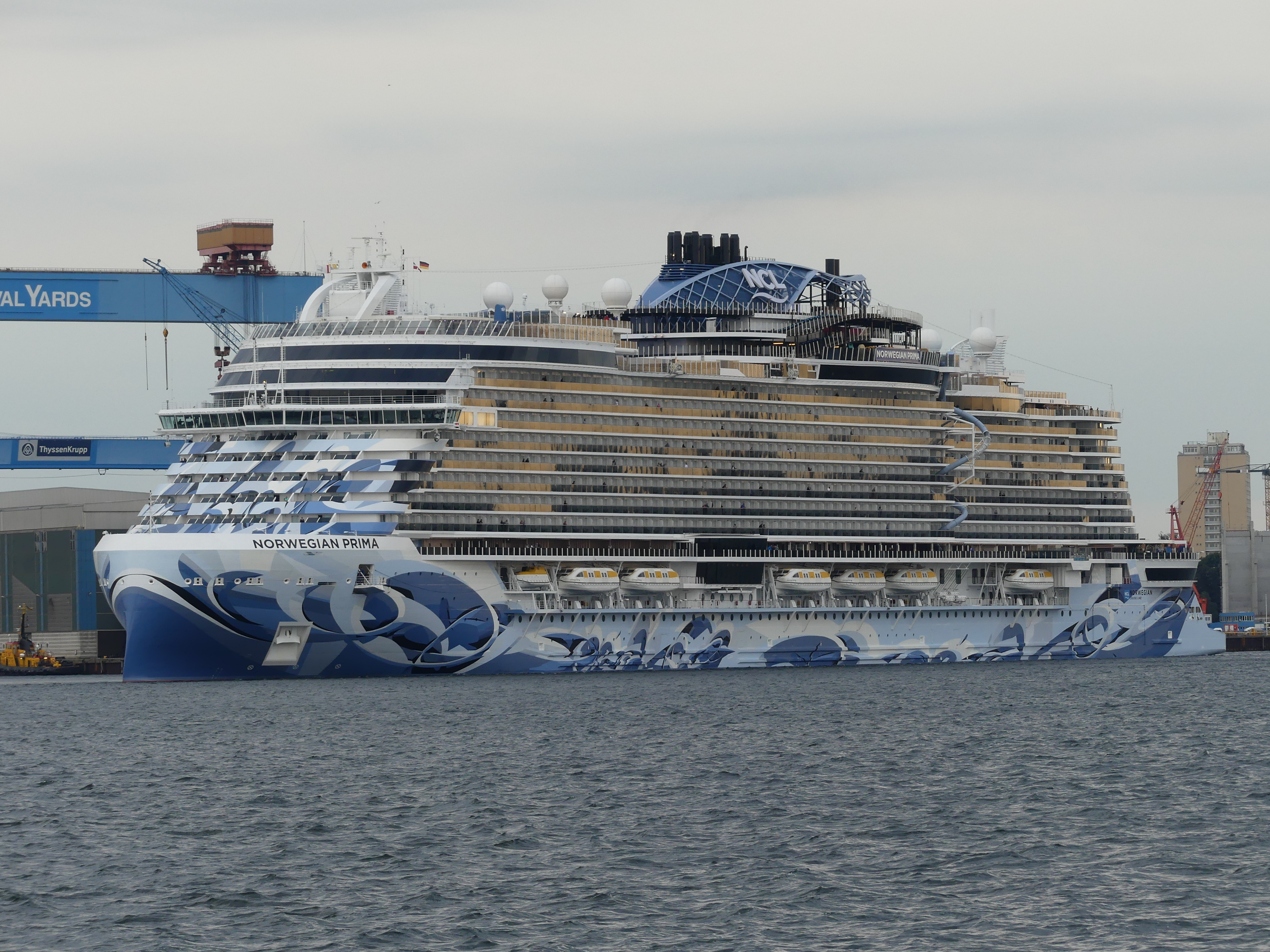
El Norwegian Prima en el año 2022.

La marca italiana desarrolló el diseño, introduciendo nuevas tecnologías en la forma del barco. Reposicionó el peso principal, principalmente el espacio entre motores, que movió hacia delante; en la parte central del barco. El equilibrio de este reposicionamiento proporciona una mejora en la eficiencia de la estructura y la hidrodinámica del barco.
NCL ha personalizado el Mille concept con algunas características únicas. El Norwegian Prima tiene un tonelaje parecido al Norwegian Breakaway, que tiene un 15% menos de volumen operable. La marca ha comentado que el tamaño más ligero del nuevo barco le hace a su vez más versátil y más adecuado al desarrollo de cruceros centrados en trayectos más cortos, de entre 8 y 12 días. 

### Camarotes
El concepto utiliza una superestructura más estrecha, permitiendo poder tener 10% más camarotes. La mayoría de estos camarotes son balcones privados, pero esta estructura también permite aumentar el espacio en la terraza. El barco tiene un amplio pasillo de paseo cercano al agua. Además, esto provoca que estos se beneficien de un aumento en el número de ventanas, proporcionando más luz natural.

## Hidrodinámica
La forma del casco del Norwegian Prima, más concretamente la proa, aumenta la eficiencia del consumo de combustible. Por lo tanto, requiere menos potencia para moverlo.